# Chaim Mordechai Katz
Pour les articles homonymes, voir Katz.

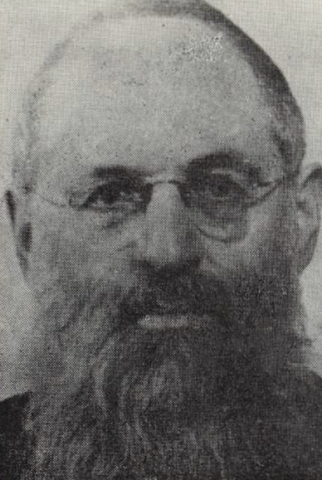

Chaim Mordechai Katz né le 3 novembre 1894 à Šeduva, en Lituanie et mort le 17 novembre 1964 à Cleveland, Ohio, États-Unis est un rabbin orthodoxe américain d'origine lituanienne, fondateur et Rosh Yeshiva de la Yechiva de Telshe à Cleveland.

## Biographie
Chaim Mordechai (Mottel) Katz est né le 3 novembre 1894 à Šeduva, en Lituanie.
Il est le fils de Yaakov Katz (né en 1860 à Vilnius en Lituanie et mort en 1930) et de Rachel Leah Hovsha (née à Vilnius en Lituanie).
Il fait partie d'une fratrie de 7 enfants, dont: Abba Katz (né en 1891 et mort circa 1954 au Cap, en Afrique du Sud), Leon Bernard Katz (né le 25 juin 1899 à Šeduva, en Lituanie et mort le 12 décembre 1987, enterré à Gush Etzion, en Israël), Eva Krikler (née en 1904 et morte en 1986 à Ramat Hasharon, Tel Aviv, Israël), Anne Goldberg (née à Šeduva, en Lituanie), et Yetta Wise,